# Lino Galvão
Lino Galvão (Soure, 1961) is een Luxemburgs beeldhouwer en docent. In 1994 werd hij genaturaliseerd en kreeg de Luxemburgse nationaliteit. Tot 1997 noemde hij zich Lino Gomes.

## Leven en werk
Lino Galvão werd opgeleid aan de Lycée Technique des Arts et Métiers in Luxemburg-Stad en studeerde verder aan de École des Beaux-Arts (1982-1983) in Nancy en de École nationale supérieure des beaux-arts (1983-1987) in Parijs.
Hij is lid van de Onofhängeg Artiste-Gewerkschafl Lëtzebuerg en de Cercle Artistique de Luxembourg (CAL). In 1987 ontving hij op de Salon du CAL de Prix d'encouragement aux Jeunes Artistes. Galvão heeft sinds 1995 heeft hij een atelier in Levelange. Naast zijn werk als beeldhouwer is hij docent beeldende kunst.

## Enkele werken
- 1991 De schaffende mënsch, Place de la Resistance, Esch-sur-Alzette, in opdracht van de Onofhängege Gewerkschaftsbond Lëtzebuerg (OGB-L).[5]

- Musée national d'archéologie, d'histoire et d'art: lkl001625